# Contracultură

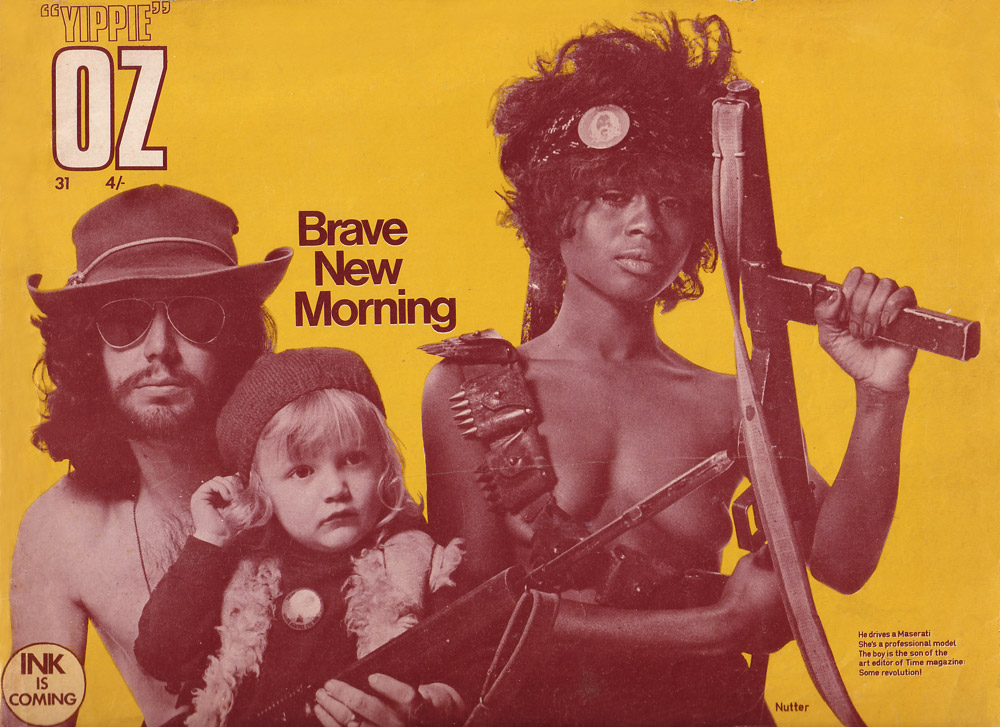
Poster australian din 1971, cu foarte multe conotații culturale, deci și contraculturale. Printre referirile evidente, se pot menționa, aluzia la celebrul roman - utopic, dar mai ales, proeminent distopic - al lui Aldous Huxley, Brave New World (Minunata lume nouă), un bărbat și o fetiță de origine europeană, o femeie cu clare descendențe aborigeane și africane, arme sofisticate, moderne, ... și altele.

Contracultura este un termen sociologic folosit pentru a descrie valori și norme de comportament ale unui grup cultural, sau a unei subculturi, care se deosebesc substanțial de valorile și normele de comportament ale culturii unei anumite perioade, fiind echivalentul cultural al opoziției politice.
Spre deosebire de subculturi, orice "contracultură" se manifestă în opoziție cu cultura dominantă în societate. „Adepții unei contraculturi resping unele sau majoritatea standardelor și modelelor comportamentale ale societății înglobante, dar nu resping toate normele și valorile culturii dominante.”.
Contracultura este un anumit tip de cultură ale cărei valori și norme de comportament diferă substanțial de cele ale societății, în general, uneori diametral opuse cu obiceiurile culturale cele mai frecvente ale acelei societăți.
O mișcare contraculturală exprimă etosul și aspirațiile unei anumite populații în timpul unei epoci bine definite. Când forțele de opoziție ating masa critică, contraculturile pot declanșa schimbări culturale dramatice. Contraculturile diferă de subculturi.
Exemple proeminente de contraculturi în lumea occidentală includ și Levellers - (Nivelatorii - în engleză, Levellers) (1645 – 1650), Boemismul (în engleză, Bohemianism) (1850–1910), contracultura variată, dar mai fragmentară a Generației Beat (1944 – 1964) și contracultura globalizată a anilor 1960 și 1970 (1965 – 1973).

## Definiție și caracteristici
Strict cronologic, din 1960, sociologului și profesorului universitar John Milton Yinger (1916 – 2011), i se atribuie corect folosirea originară a termenului de contracultură (în engleză contraculture), în articolul său din 1960, din publicația profesională American Sociological Review. Sugestia lui Yinger a fost de folosire a termenului de contracultură ...
| “ | ... acolo unde sistemul normativ al unui grup conține, ca element primar, o temă de conflict cu valorile întregii societăți, unde variabilele de personalitate sunt direct implicate în dezvoltarea și menținerea valorilor grupului și oriunde normele sale pot fi înțelese numai prin referire la relațiile grupului cu o cultură dominantă înconjurătoare. | ” |

conform originalului, din engleză, "wherever the normative system of a group contains, as a primary element, a theme of conflict with the values of the total society, where personality variables are directly involved in the development and maintenance of the group's values, and wherever its norms can be understood only by reference to the relationships of the group to a surrounding dominant culture."
După 1968 și, mai ales, după 1969,, deși unii savanți i-au atribuit folosirea termenului de contracultură (scris ca două cuvinte disticte, counter cultere - contra cultură) lui Theodore Roszak, autorul cărții, devenită best-seller, "The Making of a Counter Culture - Reflections on a Technocratic Society & Its Youthful Opposition" - „Crearea unei contra culturi - Reflecții asupra unei societăți tehnocratice și a opoziției sale tinere,” este evident că paternitatea atribuirii termenului de contracultură (sau contra cultură) este corect atribuită lui John Milton Yinger. Diferența de percepție a paternității reale a termenului, constă în larga și entuziasta primire a cărții lui Theodore Roszak, în mass-media,. pe fondul revoluției sociale care a cuprins cele două Americi, Europa de Vest, Japonia, Australia și Noua Zeelandă, în anii marii contraculturi globale ale anilor 1960 și 1970.
Punctele de vedere ale savanților diferă prin caracteristicile și specificul pe care îi atribuie „contraculturii.” Desigur, termenul de „cultură majoritară / mainstream” este, inerent, dificil de definit și, în anumite moduri, devine identificabilă și înțeleasă prin contrast cu „contracultura.” Contracultura s-ar putea opune culturii de masă sau „culturii promovate de mass media,” sau culturii și valorilor „clasei de mijloc.”  Contracultura este uneori conceptualizată în termeni de conflict generațional și de respingere a valorilor mai vechi sau ale adulților.